# Guerre de l'Eelam III
 (février 2025).
Si vous disposez d'ouvrages ou d'articles de référence ou si vous connaissez des sites web de qualité traitant du thème abordé ici, merci de compléter l'article en donnant les références utiles à sa vérifiabilité et en les liant à la section « Notes et références ».
 (février 2025).
La mise en forme du texte ne suit pas les recommandations de Wikipédia : il faut le « wikifier ».
Les points d'amélioration suivants sont les cas les plus fréquents. Le détail des points à revoir est peut-être précisé sur la page de discussion.
- Les titres sont pré-formatés par le logiciel. Ils ne sont ni en capitales, ni en gras.
- Le texte ne doit pas être écrit en capitales (les noms de famille non plus), ni en gras, ni en italique, ni en « petit »…
- Le gras n'est utilisé que pour surligner le titre de l'article dans l'introduction, une seule fois.
- L'italique est rarement utilisé : mots en langue étrangère, titres d'œuvres, noms de bateaux, etc.
- Les citations ne sont pas en italique mais en corps de texte normal. Elles sont entourées par des guillemets français : « et ».
- Les listes à puces sont à éviter, des paragraphes rédigés étant largement préférés. Les tableaux sont à réserver à la présentation de données structurées (résultats, etc.).
- Les appels de note de bas de page (petits chiffres en exposant, introduits par l'outil «  Source ») sont à placer entre la fin de phrase et le point final[comme ça].
- Les liens internes (vers d'autres articles de Wikipédia) sont à choisir avec parcimonie. Créez des liens vers des articles approfondissant le sujet. Les termes génériques sans rapport avec le sujet sont à éviter, ainsi que les répétitions de liens vers un même terme.
- Les liens externes sont à placer uniquement dans une section « Liens externes », à la fin de l'article. Ces liens sont à choisir avec parcimonie suivant les règles définies. Si un lien sert de source à l'article, son insertion dans le texte est à faire par les notes de bas de page.
- La présentation des références doit suivre les conventions bibliographiques. Il est recommandé d'utiliser les modèles {{Ouvrage}}, {{Chapitre}}, {{Article}}, {{Lien web}} et/ou {{Bibliographie}}. Le mode d'édition visuel peut mettre en forme automatiquement les références.
- Insérer une infobox (cadre d'informations à droite) n'est pas obligatoire pour parachever la mise en page.

Pour une aide détaillée, merci de consulter Aide:Wikification.
Si vous pensez que ces points ont été résolus, vous pouvez retirer ce bandeau et améliorer la mise en forme d'un autre article.
Guerre civile du Sri Lanka
La Guerre de l'Eelam III est le nom donné à la troisième phase du conflit armé entre l'armée sri-lankaise et les Tigres de libération de l'Eelam tamoul.
Cette phase de la guerre est marquée par le succès croissant des LTTE, qui ont réussi à capturer des villes clés telles que Kilinochchi et Mullaitivu, et ont repris la base d'Elephant Pass. À la fin de cette guerre, les LTTE contrôlaient près de 30% de toute l'île.

## Chronologie
- Bombardement des vaisseaux Sooraya et Ranasuru : le 19 avril 1995, les LTTE coulent le SLNS Sooraya et le SLNS Ranasuru mettant fin aux pourparlers de paix.
- Opération Riviresa : entre 17 octobre 1995 et 5 décembre 1995, le gouvernement lance une opération en reprenant la péninsule de Jaffna des LTTE[2].
- Bataille de Mullaitivu (1996) : le 18 juillet 1996, les LTTE envahissent la base militaire sri-lankaise de Mullaitivu, l'attaque menée après minuit. Le nombre de tués au combat était d'environ 1600 selon des sources militaires. Plus de 1 500 cadres des LTTE ont participé à l'attaque et ont capturé une grande quantité d'armes et de matériel militaire. La base était utilisée comme quartier général de la 215e brigade de l'armée sri-lankaise. L'une des principales rencontres a éclaté entre les LTTE et les renforts de commando des Forces spéciales (SF), le lieutenant-colonel Laphir et 36 autres personnes ont été tuées et 60 autres blessées. Les pilotes de l'armée de l'air sri-lankaise ont fait atterrir le deuxième lot de commandos au même endroit et ont également pris le cadavre du lieutenant-colonel Laphir par une corde tirée de l'hélicoptère sous les tirs nourris des LTTE. Le nom de code donné par les LTTE est "Oyatha Alaikal", Vagues sans fin, en synonymes d'attaque sur la base militaire de Mullaitivu; le code SLA est "Opération Thrivida Pahara" pour la mission de sauvetage.
- Opération Sathjaya 1997 : la SLA a lancé l'opération Sathjaya pour capturer Kilinochchi des LTTE. Après 70 jours de siège, l'armée réussit à capturer la ville.
- Opération Jayasikurui (1997-1998) : en mai 1997, la SLA a lancé l'opération Jayasikurui (victoire sûre) pour ouvrir une route terrestre vers la péninsule de Jaffna. L'objectif principal de l'opération était de libérer l'autoroute A9 de Vavuniya à Kilinochchi. La distance totale était d'environ 70 km. L'armée a abandonné cette opération après 18 mois sans atteindre son objectif principal.
- Opération Unceasing Waves II : les LTTE ont lancé l'opération Unceasing Waves II, également connue sous le nom de Bataille de Kilinochchi de 1998. Les LTTE ont repris la ville de Kilinochchi de l'armée après 3 jours de bataille intense.
- Opération Ranagosha : l'armée SLA a occupé plus de 500 km2 de territoire des LTTE au Vanni (Sri Lanka).
- Opération Rivibala : Il s'agissait d'une opération secrète lancée par l'armée pour capturer Oddusuddan. C'était une base importante des LTTE près du bastion des LTTE, Mullaitivu.
- Opération Unceasing Waves III : les LTTE ont lancé l'Opération Unceasing Waves III la première semaine de novembre 1999. Le premier jour, les LTTE ont commencé l'offensive d'Oddusuddan (1999). Après avoir capturé la base, ils ont attaqué le QG de l'armée de Kanakarayankulam. Après la chute de la base, les LTTE ont repris la majeure partie du Vanni.
- Deuxième bataille de Elephant Pass : après la libération du Vanni, les LTTE  ont lancé leur attaque pour libérer la péninsule de Jaffna. Sous la direction de Kandiah Balasegaran, les LTTE ont lancé leur plus grande opération derrière la ligne ennemie de toute la guerre. Après 34 jours de bataille, la base d'Elephant Pass passe aux mains des Tigres tamouls.
- Opération Unceasing Waves IV : le 26 septembre 2000, les LTTE lance une opération pour tenter de libérer Jaffna.
- Cessez-le-feu unilatéral des LTTE : Le 24 décembre 2000, les LTTE ont déclaré un cessez-le-feu unilatéral. Il a pris fin le 24 avril 2001.
- Opération Agni keela : l'armée SLA a lancé l'opération Agnikeela le 25 avril 2001 quelques heures après la fin du cessez-le-feu unilatéral des LTTE. Son objectif principal était de reprendre Elephant Pass perdu il y a un an. Les LTTE ont placé des mines sur des chemins entiers et positionné efficacement leurs unités d'artillerie et de mortier. En raison de lourdes pertes, l'armée a abandonné l'opération.
- Processus de paix de 2002 : après quelques cycles de pourparlers, le gouvernement sri-lankais et les LTTE ont signé un cessez-le-feu permanent le 22 février 2002. La troisième guerre d'Eelam prend fin.